# Jean-Antoine de Baïf
Jean-Antoine de Baïf (Veneza, 19 de fevereiro de 1532 - Paris, 19 de setembro de 1589) foi um poeta francês e membro da Pléiade.

## Vida
Jean Antoine de Baïf nasceu em Veneza, filho natural do estudioso Lazare de Baïf, então embaixador francês em Veneza. Graças, talvez, ao ambiente de sua infância, ele cresceu um entusiasta das artes plásticas e superou em zelo todos os líderes do Renascimento na França. Seu pai não poupou esforços para garantir a melhor educação possível para seu filho. O menino foi ensinado Latina por Charles Estienne, e grego por Ange Vergèce, o Cretense estudioso e calígrafo que projetou tipos gregos por Francis I.
Aos onze anos foi colocado aos cuidados do famoso Jean Daurat. Ronsard, que era oito anos mais velho, começou a compartilhar seus estudos. Claude Binet conta como o jovem Baïf, criado no latim e no grego, suavizou o começo cansativo da língua grega para Ronsard, que em troca iniciou seu companheiro nos mistérios da versificação francesa.
Baïf possuía uma facilidade extraordinária e a massa de seu trabalho prejudicou sua reputação. Além de vários volumes de poemas curtos de tipo amoroso ou congratulatório, ele traduziu ou parafraseou várias peças de Bion de Esmirna, Moschus, Teócrito, Anacreonte, Catullus and Martial. Ele residia em Paris e gozava do favor constante da corte. Em 1570, em conjunto com o compositor Joachim Thibault de Courville, com bênção real e apoio financeiro, fundou a Académie de Poésie et de Musique, com a ideia de estabelecer uma união mais estreita entre música e poesia; sua casa ficou famosa pelos concertos que dava, entretenimentos aos quais Carlos IX e Henrique III compareciam com frequência. Compositores como Claude Le Jeune, que se tornaria o músico mais influente da França no final do século XVI, e Jacques Mauduit, que levou as ideias da Académie ao século XVII, logo se juntaram ao grupo, que permaneceu reservado quanto às suas intenções e técnicas.

## Trabalhos
Baïf elaborou um sistema para regular a versificação do francês por quantidade, sistema que veio a ser conhecido como vers mesurés ou vers mesurés à l'antique. Na ideia geral de regular a versificação pela quantidade, ele não foi um pioneiro. Jacques de la Taille escrevera em 1562 o Maniére de faire des vers en français comme en grec et en Latin (impresso em 1573), e outros poetas fizeram experiências na mesma direção; entretanto, em sua tentativa específica de recapturar o antigo efeito ético grego e latino da poesia em seus ouvintes, e ao aplicar as inovações métricas à música, ele criou algo inteiramente novo.
As inovações de Baïf também incluíram uma linha de 15 sílabas conhecidas como vers Baïfin. Ele também meditou sobre reformas na ortografia francesa.
Suas teorias são exemplificadas em Etrenes de poezie Franzoeze an vers mezures (1574). Suas obras foram publicadas em 4 volumes, intitulados Œuvres en rime (1573), consistindo de Amours, Jeux, Passetemps, et Poemes, contendo, entre muitos que agora são dificilmente legíveis, algumas peças de graça e delicadeza infinita. Dizia-se que seu soneto sobre o Roman de la Rose continha todo o argumento dessa célebre obra, e Colletet diz que estava na boca de todos. Ele segurou o historiador da língua francesa, Claude Fauchet, em alta consideração; em um poema neolatino dirigido a Fauchet, Baïf o chamou de 'Falcete docte, carminum ô tu candide / Iudex meorum' ('Fauchet erudito, juiz sincero de meus poemas').
Ele também escreveu um soneto célebre em louvor ao Massacre da noite de São Bartolomeu. Baïf foi o autor de duas comédias, L'Eunuque de 1565 (publicado 1573), uma tradução livre de Eunuchus e Le Bravo (1567) de Terêncio, uma imitação do Miles Gloriosus, em que os personagens de Plauto são transformados em Franceses, a ação em Orléans. Baïf publicou uma coleção de versos latinos em 1577 e, em 1576, um volume popular de Mimes, enseignemens et proverbes.